# Консак
Консак (фр. Consac) насеље је и општина у западној Француској у региону Поату-Шарант, у департману Приморски Шарант која припада префектури Жонзак.
По подацима из 2011. године у општини је живело 235 становника, а густина насељености је износила 25,74 становника/km². Општина се простире на површини од 9,13 km². Налази се на средњој надморској висини од 80 метара (максималној 102 m, а минималној 30 m).

## Демографија
| 1962. | 1968. | 1975. | 1982. | 1990. | 1999. | 2011. |
| ----- | ----- | ----- | ----- | ----- | ----- | ----- |
| 235   | 260   | 225   | 234   | 210   | 240   | 235   |

График промене броја становника у току последњих година